# Herbert Ross
Herbert Ross, de nom Herbert David Ross (Brooklyn, Nova York, 13 de maig de 1927 − Nova York, 9 d'octubre de 2001) va ser un director de cinema i productor estatunidenc. Es va casar l'agost de 1959 amb Nora Kaye que va morir el 28 febrer de 1987. Es va tornar a casar amb Lee Radziwill el 23 de setembre de 1988 i es va divorciar el 1999. De vegades surt als crèdits amb el nom Herb Ross.

## Biografia
Herbert David Ross va néixer a Brooklyn, Nova York. Va debutar com a actor en el paper de tercera bruixa en el Macbeth d'una companyia itinerant de 1942. A partir d'aquí, va començar a treballar a Broadway com a actor amb títols com Something for the Boys (1943), Laffing Room Only (1944), Beggar's Holiday (1946), i  Look, Dt., I'm Dancin'! (1948). La seva carrera com a coreògraf començaria amb el American Ballet Theatre el 1950 i l'any següent va realitzar el seu primer treball a Broadway amb l'adaptació musical d'Arthur Schwartz-Dorothy Fields A Tree Grows in Brooklyn. Posteriorment, va treballar per al cinema amb Carmen Jones en 1954. A més Ross va ser nominat a un premi Tony com a millor coreògraf pel seu treball a Anyone Ca Whistle.
En 1968, Ross va treballar al costat de Barbra Streisand com a coreògraf i director de nombrosos musicals per al film Funny Girl. Al següent any, va debutar com a director amb la versió musical del clàssic Good Bye, Mr. Chips, protagonitzat per Peter O'Toole i Petula Clark.
Després, arribarien títols tan carismàtics com Somnis d'un seductor (1972) o Funny Lady (1975) També el 1975, Ross va treballar en l'adaptació de l'obra de Neil Simon La parella chiflada, la primera de les nombroses adaptacions que va realitzar Ross al llarg de la seva vida. Dos anys després, es va atrevir amb el drama Passo decisiu, pel qual va guanyar el premi al millor director en els Globus d'Or i en els Los Angeles Film Critics Association.
En els anys 80, Ross va realitzar l'adaptació de l'obra de Robert Harling Magnòlies d'acer amb Sally Field, Dolly Parton i Shirley MacLaine en els papers principals. El seu últim film seria el 1995, quan va produir i va dirigir Només elles... els nois a un costat, amb Whoopi Goldberg, Mary-Louise Parker i Drew Barrymore.
Herbert Ross va morir a l'edat de 74 anys a Nova York i va ser enterrat en el cementiri de Westwood Village Memorial Park a Los Angeles.

## Filmografia[3]

### Director
- 1969: Goodbye, Mr. Chips
- 1970: The Owl and the Pussycat
- 1972: Play It Again, Sam
- 1972:  The Last of Sheila
- 1975: Funny Lady
- 1975: The Sunshine Boys
- 1976: The Seven per cent solution
- 1977: The Good-Bye girl
- 1977: The Turning Point
- 1978: California Suite
- 1980: Nijinski
- 1981: Pennies from Heaven
- 1983: Footloose
- 1987: The secret of my succe$s
- 1989: Steel Magnolias
- 1990: El meu estimat mafiós (My Blue Heaven)
- 1991: True Colors
- 1993: Compte amb la família Blue (Undercover Blues)
- 1995: Boys on the Side

### Productor
- 1972:  The Last of Sheila - Productor executiu
- 1977: The Turning Point - Productor executiu
- 1981: Pennies from Heaven - Productor executiu
- 1991: True Colors
- 1991: Soapdish

## Premis i nominacions

### Premis
- 1978: Globus d'Or al millor director per The Turning Point

### Nominacions
- 1978: Oscar a la millor pel·lícula per The Turning Point
- 1978: Oscar al millor director per The Turning Point